# Lapsi
Lapsi és la paraula llatina (els que han ensopegat) amb què es va designar als primers cristians que van abjurar de la seva fe davant la pressió de les autoritats romanes, particularment intensa durant el regnat de Deci. És una apostasia exclusivament cristiana i de caràcter temporal.

## Història de la problemàtica
El problema de la penitència o el perdó oferts a qui havien pecat greument després del baptisme era un assumpte pendent a l'Església dels primers segles i la poca documentació existent mostra que atès que no existia una determinació teòrica definitiva i les diferents comunitats tenien una disciplina variada sobre això. Entre els autors tampoc la normativa a seguir era constant: Tertul·lià, per exemple, obre la possibilitat d'una penitència per pecats greus públics en la seva obra De poenitentia però després, en el seu període montanista el rebutja i fins es burla dels que creuen que poden concedir el perdó diví a tals pecats (cf.De pudicitia).
Davant això, el Papa Calixt I va proposar una via teòrica que subratllava la misericòrdia i l'absolució, tenint en compte que només Déu coneix els motius i debilitats de les persones i que, per tant, no es pot condemnar sense més i cal oferir sempre el perdó. No obstant això, es va trobar amb l'oberta oposició d'Hipòlit de Roma.
La disputa no va ser rellevant fins a la persecució de Deci: els romans havien de fer un sacrifici especial de petició als déus i que es neguessin a fer-ho havien de ser empresonats, torturats i fins i tot ajusticiats per desobediència a les autoritats. Així, després d'anys de tranquil·litat i creixement, l'Església cristiana es veia novament perseguida amb violència. En aquesta ocasió molt van fer apostasia o evitaren la mort sense testimoniar la seva pertinença a l'Església. No obstant això, la persecució va acabar amb la primerenca mort de l'emperador l'any 251. Llavors, nombrosos grups de cristians apòstates van demanar la seva reinserció en l'Església.
Autors com Manlio Simonetti opinen que l'èxit del cisma de Novacià es deu a la seva postura rigorista davant el problema dels lapsi, postura que era compartida per altres bisbes i comunitats d'Orient, on precisament es va estendre el seu novacianisme. El Papa Corneli I va prendre la mateixa via de Calixt i va oferir el perdó als apòstates, encara que amb condicions.
A la ciutat de Cartago es va donar una situació semblant a la de Roma. Allà, el bisbe Cebrià es va ocupar de resoldre els diferents casos i de tractar, des del punt de vista teòric, el problema en la seva obra De lapsis. També la seva actitud més comprensiva -encara que no tant com la de Corneli- va produir un cisma que es va unir finalment al de Novacià. Els apòstates no podien parlar d'un dret a ser reincorporats sinó que havien d'esperar a ser readmesos després de llarga penitència i el judici particular de cada cas per part de la jerarquia.
En l'any 251 un sínode de la ciutat de Cartago va adoptar la postura del seu bisbe i va començar a fixar les penitències i processos que cadascun dels apòstates havia de seguir si volia ser reincorporat a l'Església. Idèntica posició va prendre l'església de Roma després d'un sínode similar.

## Classificació
Els lapsi podien classificar en 5 grups:
- Els sacrificati, que van ser els que van consentir a fer sacrificis als déus romans o la imatge de l'emperador romà.
- Els thurificati, aquells que van cremar encens davant les imatges dels ídols,
- Els libellaciti, aquells que van obtenir un certificat per part de les autoritats on constava que havien abjurat del cristianisme i fet ofrenes als déus. Molts d'aquests certificats es van obtenir també per suborn i compra.
- Els acta facientes, que van ser aquells que van dur a terme accions directes per salvar la vida o van admetre falsedats sota coerció.
- Els traditori, que van lliurar a les autoritats objectes sagrats o escriptures, o que van delatar a altres cristians